# Genealogia

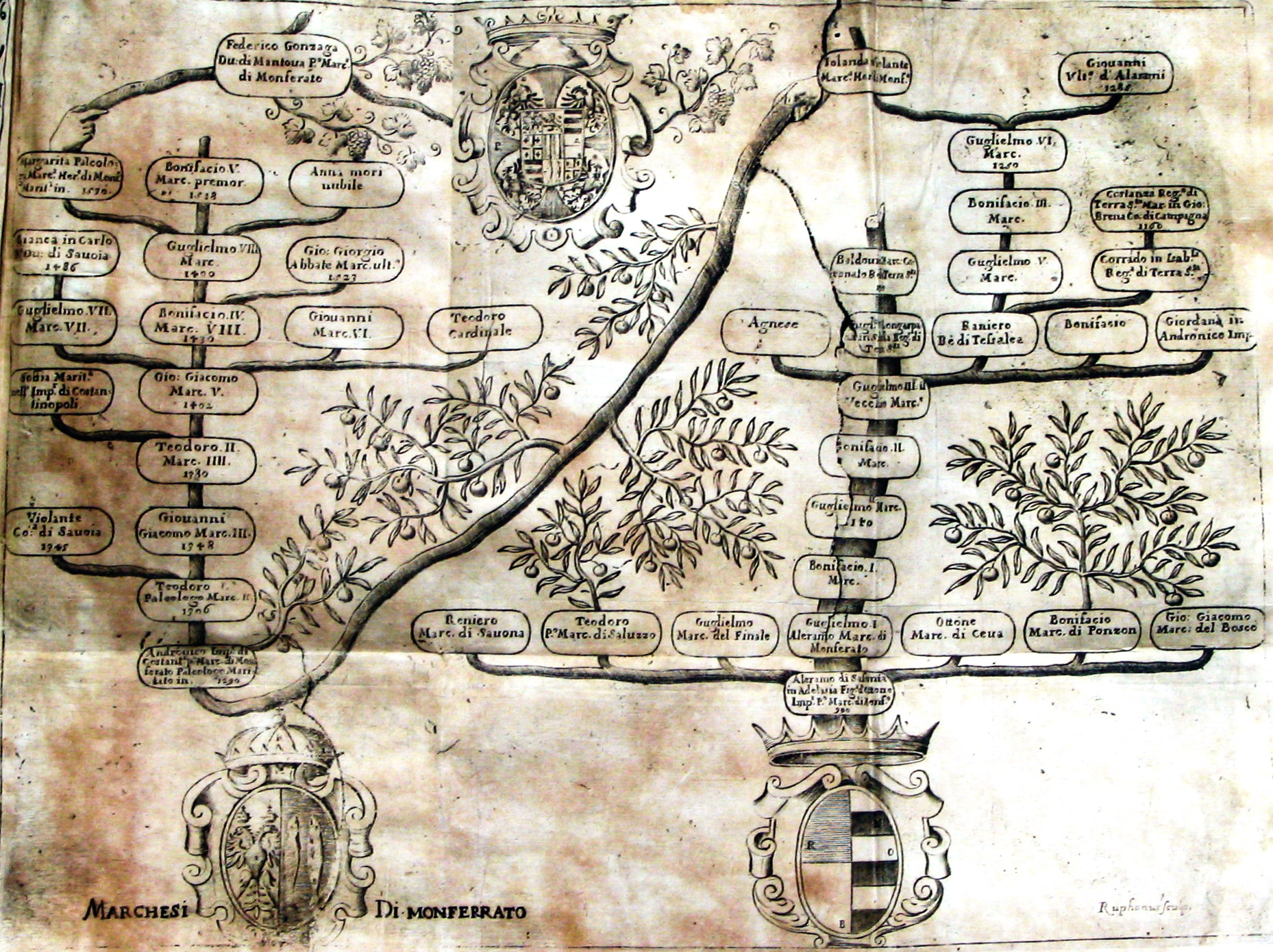
Albero genealogico dei marchesi del Monferrato

La genealogia è la scienza che si occupa di accertare e ricostruire documentalmente i legami di parentela che intercorrono tra i membri di una o più famiglie.
La ricerca genealogica, come qualsiasi altra istanza scientifica che voglia pervenire a risultati certi e, come tali, verificabili, si attua attraverso l'esplicitazione di un metodo, fondato nel caso specifico su conoscenze interdisciplinari che, coniugando in modo sistematico esperienze di carattere storico-sociale, archivistico e giuridico (diritto di famiglia), nonché sociolinguistico (onomastica) e di storia della scrittura (paleografia), forniscano gli strumenti idonei per reperire, leggere, comprendere e contestualizzare le fonti.
Gli esiti di questa attività possono essere rappresentati anche attraverso l'ausilio di alcuni supporti, cartacei e/o informatici, come ad esempio l'albero genealogico, equivalente ad un grafico per la rappresentazione delle diverse generazioni e relative diramazioni di un medesimo ceppo familiare, avente capostipite comune. Il termine per estensione è usato nel linguaggio comune anche come sinonimo di stirpe.

## I rapporti di familiarità e il computo dei gradi

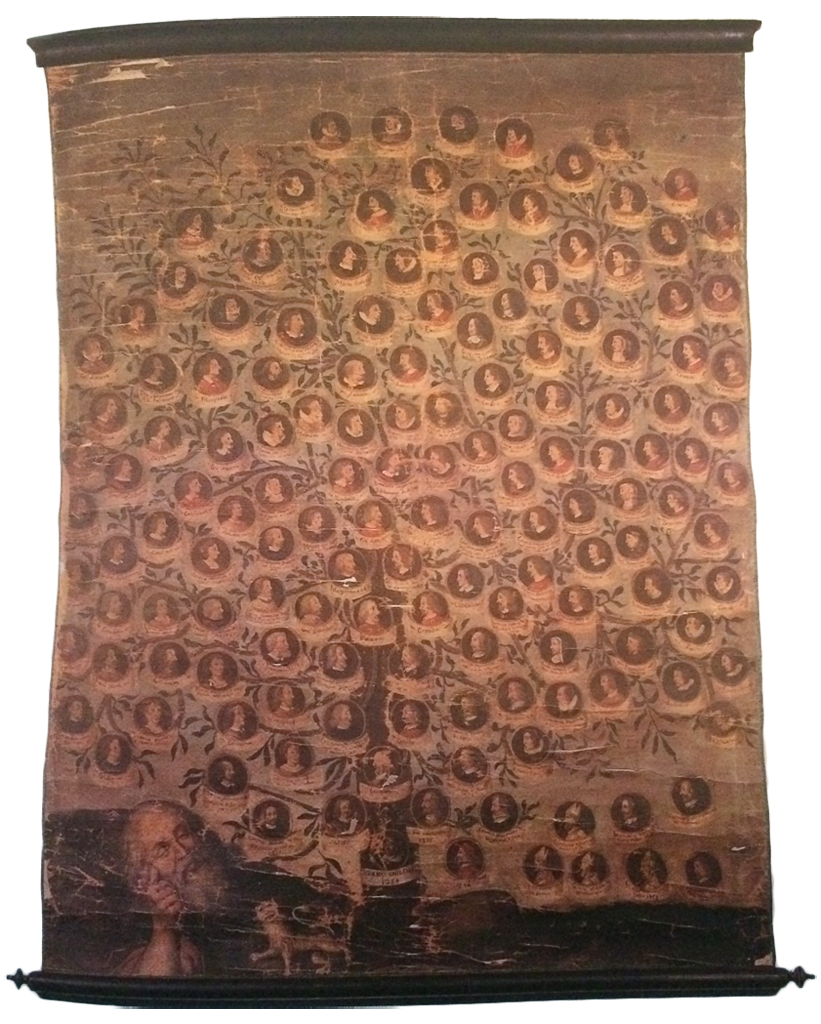
Albero genealogico della famiglia Ghilini

I rapporti di familiarità possono essere:
- parentela: caratterizza tutte quelle persone che discendono dallo stesso capostipite di un soggetto dato;
- affinità: caratterizza il rapporto di un soggetto dato con i parenti del coniuge (a titolo di esempio, il cognato o la cognata di un soggetto dato, ovvero il fratello o la sorella del proprio coniuge, sono tecnicamente affini, non parenti);
- attinenza: caratterizza la familiarità di una persona con quella di un'altra famiglia con la quale vi sia collegamento tramite matrimonio tra almeno uno ciascuno dei propri membri (a titolo di esempio: due persone non altrimenti legate da vincoli di parentela, i cui fratelli siano sposati tra di loro, sono attinenti, non parenti né affini).

Tra coniugi non esiste rapporto di parentela ma di coniugio ed esso cessa (con le affinità e le attinenze ad esso legate) allo sciogliersi giudiziario del matrimonio.
Dal punto di vista genealogico il computo dei gradi di parentela è inoltre effettuato secondo i criteri dettati negli articoli 74, 75, 76 del codice civile.
In concreto per calcolare il rapporto che lega due componenti di un determinato gruppo familiare in linea collaterale è necessario risalire la distanza che, per generazione, passa tra uno dei soggetti presi in considerazione, risalendo fino allo stipite comune (escludendo quest'ultimo dal calcolo) per poi ridiscendere fino al secondo soggetto interessato, per cui si darà che il conteggio del grado di parentela sarà:
- 2º grado, intercorrente tra fratelli e/o sorelle;
- 4º grado, intercorrente tra i figli di fratelli e/o sorelle, ovvero tra cugini (che talora sono impropriamente chiamati cugini di primo grado);
- 6º grado, intercorrente tra i figli di cugini di cui sopra (che talora sono impropriamente chiamati cugini di secondo grado);

I gradi intermedi e di ordine dispari sono tra parenti a livello diverso nella scala; per esempio il 3º grado è sempre tra zio/zia e nipote (inteso come figlio/figlia del fratello/sorella); il 5º grado di parentela occorre tra un soggetto e il figlio/figlia del di lui/lei cugino o cugina.
In linea retta si contano tanti gradi quante sono le generazioni, escluso lo stipite. Da cui avremo:
- 1º grado, tra genitore e figlio;
- 2º grado, avo (colloquialmente: nonno) e nipote;
- 3º grado, bisavolo (colloquialmente: bisnonno) e bisnipote;
- 4º grado, trisavolo (colloquialmente: trisnonno) e trisnipote;

Esiste anche un grado di ordine pari tra membri a diverso livello della famiglia, il cosiddetto prozio, ovvero il fratello dell'avo di un soggetto dato, che rispetto al prozio è il pronipote: si tratta di una parentela di 4º grado ed è calcolabile considerando che tra fratelli c'è un rapporto di 2º grado mentre ulteriori due gradi di parentela vi sono in linea diretta tra uno dei fratelli e il proprio nipote.
Secondo l'articolo 77 del codice civile, la legge non riconosce il vincolo di parentela oltre il 6º grado (salvo che per alcuni effetti specialmente determinati).
Questo non pregiudica o nega la parentela genealogica e biologica che intercorre tra persone con un grado di parentela superiore al sesto, ma ne elimina eventuali effetti giuridici (tra i più comuni, diritto di successione e matrimonio tra consanguinei, da non confondere con l'incesto).
Per l'ordinamento ecclesiastico il computo viene effettuato allo stesso modo, secondo i criteri dei canoni 108-109 del Codice di diritto canonico: "nella linea retta tanti sono i gradi quante le generazioni, ossia quante le persone, tolto il capostipite; nella linea obliqua tanti sono i gradi quante le persone in tutte e due le linee insieme, tolto il capostipite". Da cui avremo:
- 2º grado, fratelli e sorelle;
- 4º grado, cugini (figli di fratelli);
- 2º grado, nonno e nipote.

## I soggetti della ricerca genealogica
I soggetti della ricerca genealogica sono: gli ascendenti, i discendenti, i collaterali, gli affini, gli attinenti. 
- Gli ascendenti sono gli antenati, ossia tutte le persone da cui un soggetto discende per via di generazione.
- I discendenti sono tutti gli individui che provengono, attraverso successive generazioni, da un determinato soggetto.
- I collaterali sono tutti i discendenti da un comune capostipite, esclusi quelli in linea retta.
- Gli affini sono tutti i parenti del coniuge.
- Gli attinenti sono tutte le persone di una famiglia, rispetto alle persone di un'altra famiglia, a questa genealogicamente collegata mediante un vincolo matrimoniale.

## Metodologia generale di una ricerca genealogica
La ricerca genealogica prevede una metodologia, suddivisa in quattro tappe, che deve essere seguita in modo sistematico. 
In primo luogo, si acquisiscono documenti che forniscono dati di carattere genealogico (date di nascita, di morte, di battesimo, di matrimonio e relativi nomi), tramite una ricerca negli archivi dello stato civile, parrocchiali o di stato. 
Successivamente, si ricavano i dati genealogici di interesse e si procede alla loro elaborazione: classificazione dei dati e costruzione delle diverse linee di ascendenza e discendenza. Infine, si redige un testo, in cui vengono illustrate le metodologie adottate durante le ricerche e le fonti consultati, che comprende anche una tavola genealogica su cui sono riprodotti i risultati ottenuti.
Durante l'attività di ricerca il genealogista può incontrare diversi problemi, che molto spesso sono causati dalla mancanza di dati genealogici relativi ai soggetti di interesse. Tali problematiche possono essere provocate da numerosi fattori, quali la distruzione intenzionale o casuale dei documenti (incendi per prevenire il diffondersi di malattie contagiose, guerre, rivoluzioni, deterioramento naturale dei documenti), mancanza di istituzioni ufficiali e ordinamenti giuridici riguardanti l'andamento demografico della popolazione (stato civile, anagrafe ecc). Sicuramente il fattore tempo è quello che più influisce sulla ricerca genealogica. Difatti la disponibilità delle fonti è molto diversa a seconda dell'epoca in cui è vissuto il soggetto da studiare e la sua famiglia.

## Problematiche tipiche
Il percorso, che porta il genealogista all'individuazione dei soggetti e delle relazioni, ed alla costruzione dell'albero genealogico del ceppo familiare, non è privo di ostacoli. I problemi da affrontare sono essenzialmente quattro:
1. incertezze di data di nascita e/o morte
2. varianti del nome, storpiature del nome;
3. incertezze di relazione e omonimie.
4. incertezze sulla lettura di contenuto in lingue e/o in scritture non usuali;

Tali problemi possono presentarsi in misura diversa, a seconda della quantità di dati genealogici che si è riusciti a raccogliere. Tuttavia, la raccolta di dati genealogici presuppone una ricerca sulle fonti (pubbliche e private) che non sempre porta a risultati soddisfacenti, a causa della scarsità dei dati genealogici presenti.

## Storia
La pratica della genealogia ha radici molto profonde. La Bibbia, ad esempio, contiene le genealogie dei patriarchi e dei re d'Israele e anche i sacerdoti tenevano una genealogia per garantire il sacerdozio concesso solo ai figli di Levi. Gli ebrei non erano i soli a registrare le genealogie, troviamo tracce di questa pratica tra gli antichi egizi, i greci e romani.
Tra gli Arabi beduini la conoscenza della propria genealogia (ansab) costituiva un titolo di particolare eccellenza e di lustro. Tra le iscrizioni thamudene, ad esempio, il nasab (vincolo di filiazione, introdotto dal termine arabo ibn, ossia "figlio di", o bint, ovvero "figlia di") si poteva allungare a ritroso per oltre dieci generazioni. L'esempio più lungo registra ben 14 generazioni precedenti al nome presente sull'iscrizione.
Con l'Islam, la sedentarizzazione quasi totale degli Arabi fece diminuire alquanto tale studio, anche se esso rimase comunque praticato, dal momento che le generazioni successive a quelle dei primi musulmani (spesso neppure arabi) avevano grande interesse a conoscere tutto il possibile dei "primi" (awaʾil) a convertirsi alla fede islamica.
La scienza delle genealogia ha quindi svolto un ruolo fondamentale per tracciare indirettamente anche la prima storia dell'Islam, tanto che un proverbio asserisce che l'Islam sopravviverà fintanto che sia conservata e praticata la "conoscenza degli ansab".
Sarà solo in tempi recenti che ad esempio in Turchia il fondatore e primo presidente della Repubblica Turca, Mustafa Kemal Atatürk, introdurrà l'adozione di regolari cognomi di famiglia come è uso nel mondo occidentale.

## Fonti archivistiche
Tra le diverse fonti archivistiche consultabili per una ricerca genealogico-documentaria le principali sono:
- Archivio Centrale dello Stato
- Archivi di Stato
- Archivio apostolico vaticano
- Archivi di Enti pubblici
- Archivi di Enti privati
- Archivi comunali
- Archivi parrocchiali
- Archivi diocesani
- Archivi di famiglia

In cui si possono trovare documenti come:
- Atti di nascita
- Atti di cittadinanza
- Atti di matrimonio
- Atti di morte
- Annotazioni di battesimo
- Status animarum
- Censimenti
- Atti notarili
- Catasto
- Attestati
- Diplomi